# Gustav Mahler
Gustav Mahler (n. 7 iulie 1860, Kaliště⁠(d), Țările Coroanei Boeme, Imperiul Austriac – d. 18 mai 1911, Viena, Austro-Ungaria) a fost un compozitor austriac al romanticului târziu și unul dintre cei mai importanți dirijori ai generației sale. S-a născut în satul Kalischt, Boemia, Imperiul Austriac, astăzi Kaliště, Republica Cehă. Familia s-a mutat apoi în Iglau (astăzi Jihlava), unde Mahler a crescut.
În calitate de compozitor, stilul lui Mahler se regăsește la granița dintre tradiția austro-germană a secolului al XIX-lea și modernismul începutului de secol XX. Deși în timpul vieții sale aptitudinile de dirijor erau unanim recunoscute, muzica proprie a căpătat popularitate doar după perioade de relative neglijări, care au inclus și interzicerea interpretării lucrărilor sale în cea mai mare parte a Europei, în timpul Germaniei Naziste. După 1945, muzica sa a fost redescoperită, iar Mahler a devenit unul dintre cei mai înregistrați și interpretați compozitori, popularitate care se menține și astăzi.
Născut în condiții umile, Mahler a demonstrat abilități muzicale de la o vârstă fragedă. După ce a absolvit Conservatorul din Viena în 1878, a avut o succesiune de posturi de dirijor, care i-au mărit reputația în rândul instituțiilor europene de operă, culminând cu obținerea postului de director al Operei de Stat din Viena, în 1897. În timpul celor zece ani petrecuți la Viena, Mahler - care s-a convertit de la iudaism la catolicism pentru a-și asigura postul - a fost frecvent victima presei antisemite. Cu toate acestea, producțiile sale inovatoare și insistența pentru interpretare la cele mai înalte standarde l-au făcut unul dintre cei mai importanți dirijori de operă, în special al operelor lui Wagner și Mozart. Spre sfârșitul vieții sale, a fost pentru scurt timp directorul Operei Metropolitane din New York și al Filarmonicii din New York.
Creația lui Mahler este relativ redusă cantitativ, deoarece Mahler își câștiga existența ca dirijor, compoziția fiind o activitate din timpul liber. Totuși, acorda compoziției cât de mult timp putea, rezervând vacanțele de vară pentru perioade de intensă concentrare creativă. În afară de primele sale lucrări, cum ar fi o parte dintr-un cvintet de pian compus în perioada în care era student la Viena, lucrările lui Mahler sunt compuse pentru orchestre mari, coruri simfonice și soliști de operă. Majoritatea dintre cele 12 lucrări simfonice ale sale sunt la scară foarte mare, adeseori folosind soliști vocali sau coruri pentru a îmbogăți orchestra foarte mare. Aceste lucrări erau adesea controversate la premiere, iar unele au primit cu greu acceptarea critică și publică. Excepție fac Simfoniile nr. 2, nr. 3 și premiera triumfătoare a Simfoniei nr. 8 în 1910. Institutul Internațional Gustav Mahler a fost înființat în 1955 pentru a onora viața și opera compozitorului.

## Biografie

### Tinerețea

#### Familia

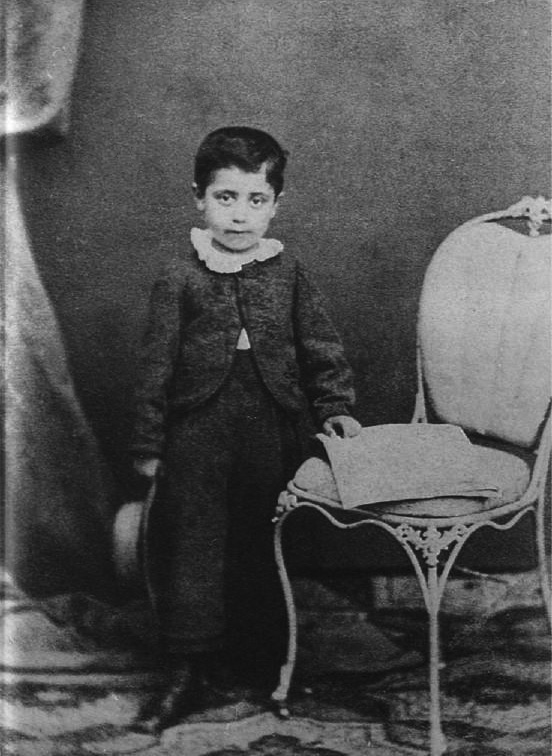
Gustav Mahler copil

Familia Mahler provenea din partea estică a Boemiei și era de condiții umile; bunica lui Mahler a fost vânzătoare ambulantă. La acea vreme, Boemia făcea parte din Imperiul Austriac; familia Mahler provenea din minoritatea boemă vorbitoare de limbă germană și era evreiască. Din cauza acestor condiții, viitorul compozitor a dezvoltat devreme un sentiment de exil, „întotdeauna un intrus, niciodată binevenit”.
Bernhard Mahler, tatăl compozitorului, a urcat în rangurile micii burghezii, devenind vizitiu și apoi hangiu. A cumpărat o casă modestă în satul Kalischt (Kaliště), situat la jumătatea distanței dintre Praga și Brno, în ceea ce astăzi este zona centrală a Republicii Cehe. Soția lui Bernhard, Marie, a dat naștere primului din cei 14 copii ai cuplului, un băiat, Isidor, care a murit în copilărie. Doi ani mai târziu, pe 7 iulie 1860, s-a născut al doilea copil, Gustav.

#### Copilăria

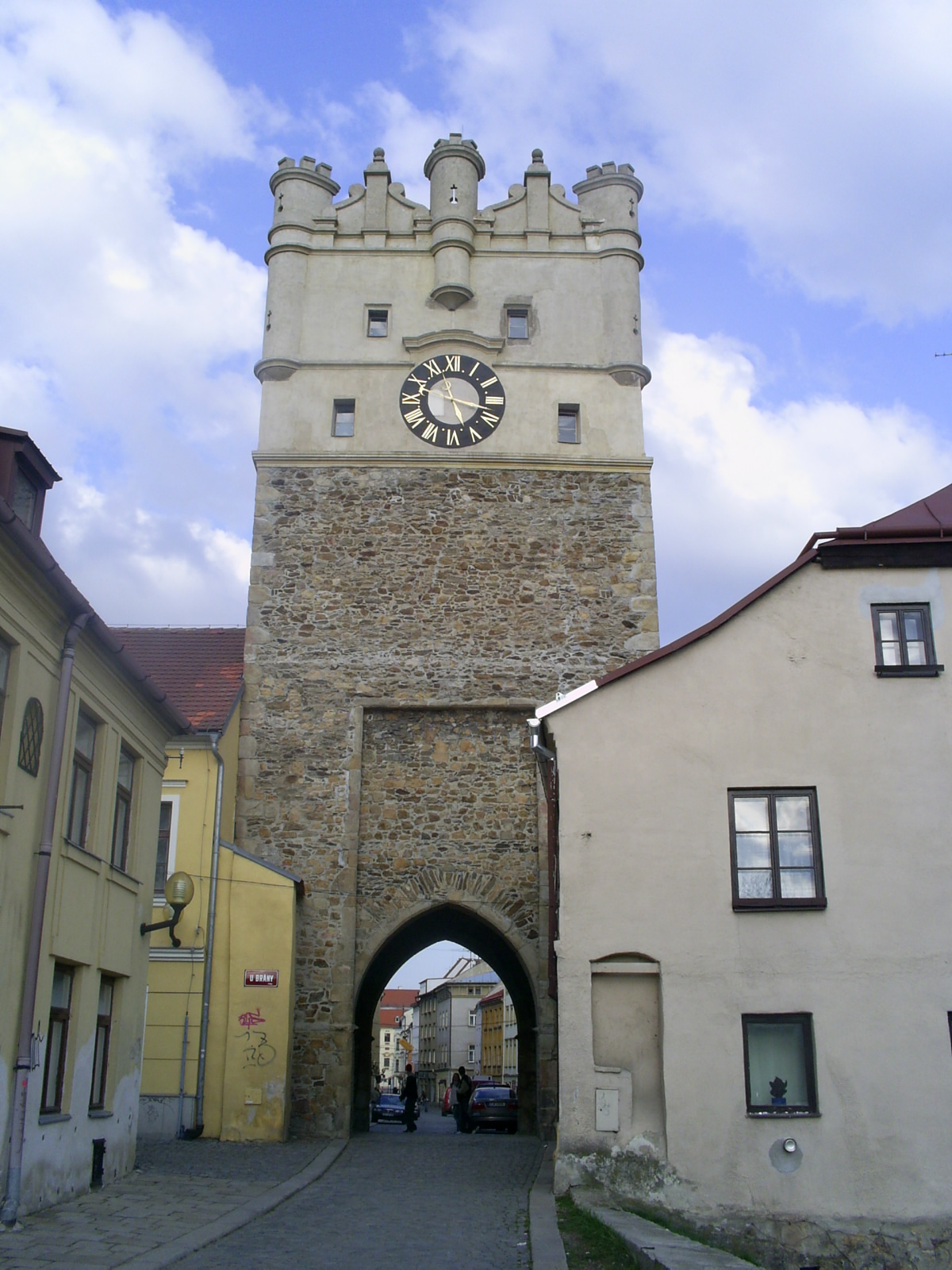
Jihlava (Iglau), unde Mahler a crescut

În decembrie 1860, Bernhard Mahler, împreună cu Marie și Gustav s-au mutat în orașul Iglau (Jihlava) situat la 25 km sud-est de Kalischt, unde a construit o berărie și o tavernă. Familia s-a dezvoltat repede, dar din cei 12 copii născuți în Iglau doar șase au supraviețuit copilăriei. La acea vreme, Iglau era un oraș comercial înfloritor cu o populație de 20.000 de locuitori, unde Gustav a făcut cunoștință cu muzica prin intermediul melodiilor stradale, de dans și folclorice, precum și prin marșurile trupei militare locale. Toate aceste elemente vor contribui ulterior vocabularului său artistic matur.
Când avea patru ani, Mahler a descoperit pianul bunicilor săi și s-a atașat imediat de el. Și-a dezvoltat aptitudinile de interpretare suficient de bine cât să fie considerat un copil-minune local și a dat primul său spectacol public la teatrul din oraș când avea zece ani. Deși Mahler adora să compună muzică, rapoartele școlare ale gimnaziului din Iglau indică un copil neatent și nedemn pentru munca în mediul academic. În 1871, în speranța de a îmbunătăți rezultatele fiului său, Bernhard l-a trimis pe Gustav la școală în Praga, dar copilul nu era fericit acolo și a revenit repede la Iglau. În 1874, a suferit o puternică pierdere personală, când fratele său mai mic, Ernst, a murit după o lungă perioadă de boală. Mahler a căutat să își transmită sentimentele prin muzică: cu ajutorul unui prieten, Josef Steiner, a început să lucreze la o operă, Herzog Ernst von Schwaben (Ducele Ernst al Suabiei), în memoria fratelui său. Atât libretul, cât și muzica au fost pierdute.

#### Anii de studenție
Bernhard Mahler a sprijinit ambițiile fiului său pentru o carieră muzicală și a fost de acord ca băiatul să încerce pentru un loc la Conservatorul din Viena. Tânărul Mahler a fost audiat de renumitul pianist Julius Epstein și a fost acceptat pentru anul universitar 1875-1876. A înregistrat progrese însemnate în studiul pianului, cu Epstein și a câștigat premii la sfârșitul fiecăruia din primii doi ani. În ultimul an, 1877-1878, s-a concentrat pe compoziție și armonie sub îndrumarea lui Robert Fuchs și Franz Krenn. Puține dintre compozițiile lui Mahler din perioada studenției au supraviețuit; majoritatea erau abandonate când devenea nemulțumit de ele. A distrus o parte simfonică pregătită pentru o competiție de la sfârșitul semestrului, după ce a fost respinsă cu dispreț de directorul autocratic Joseph Hellmesberger pe motivele erorilor de copiere. Este posibil ca Mahler să fi avut primele experiențe ca dirijor împreună cu orchestra studenților Conservatorului la repetiții și interpretări, deși se pare că principalul său rol în această orchestră era acela de percuționist.

Unul dintre colegii lui Mahler de la Conservator a fost viitorul compozitor de lieduri, Hugo Wolf, cu care a format o strânsă relație de prietenie. Wolf nu a fost capabil să se adapteze la cerințele stricte ale Conservatorului și a fost exmatriculat. Mahler, deși uneori era rebel, a evitat aceeași soartă, adresând o scrisoare lui Hellmesberger, în care își cerea iertare. Asista la conferințele ocazionale ale lui Anton Bruckner și, deși nu a fost niciodată elevul său, a fost influențat de el. Pe 16 decembrie 187,7 a asistat la premiera dezastruoasă a Simfoniei nr. 3 a lui Bruckner, în care compozitorul a fost huiduit și cea mai mare parte a audienței a plecat în timpul concertului. Mahler, împreună cu alți colegi, a realizat o versiune pentru pian a Simfoniei, pe care i-a prezentat-o lui Bruckner. Împreună cu mulți alți studenți la muzică ai generației sale, Mahler a fost vrăjit de Richard Wagner, deși el era mai mult interesat de muzica lui Wagner decât de punerea pe scenă. Nu se știe dacă Mahler a asistat la vreo operă a lui Wagner în perioada studenției.
Mahler a părăsit Conservatorul în 1878 cu o diplomă, dar fără prestigioasa medalie de argint acordată pentru realizări excepționale. S-a înscris apoi la Universitatea din Viena și a urmat cursuri ce reflectau atracția sa crescândă pentru literatură și filozofie. După ce a părăsit Universitatea în 1879, Mahler a câștigat bani ca profesor de pian, a continuat să compună, iar în 1880 a terminat cantata dramatică Das klagende Lied („Cântecul de lamentație”). Aceasta, prima sa compoziție importantă, reflectă influențele lui Wagner și Bruckner, dar include multe elemente muzicale pe care muzicologul Deryck Cooke le descrie ca fiind „Mahler pur”. Prima audiție a fost amânată până în 1901, când a fost prezentată într-o variantă revizuită și scurtată.
Mahler a dezvoltat un interes pentru filozofia germană și, prin intermediul prietenului său Siegried Lipiner, a făcut cunoștință cu lucrările lui Arthur Schopenhauer, Friedrich Nietzsche, Gustav Theodor Fechner și Hermann Lotze. Acești gânditori au continuat să îl influențeze pe Mahler și muzica sa la mult timp după ce s-a încheiat perioada studenției.

### 1880-1888: Începutul carierei de dirijor

#### Primele posturi
În vara anului 1880, Mahler a primit primul său post profesional de dirijor, într-un mic teatru de lemn din stațiunea Bad Hall, la sud de Linz, unde repertoriul era format exclusiv din operete. Aceasta era, după spusele lui Carr, „o slujbă nesemnificativă”, pe care Mahler a acceptat-o doar după ce Julius Epstein i-a spus că doar așa va putea urca pe treptele carierei de dirijor. În 1881, s-a angajat la Landestheater din Laibach (astăzi Ljubljana, Slovenia) unde o companie mică, dar abilă era pregătită să abordeze lucrări mai ambițioase. Aici Mahler a dirijat prima oară o operă, Traviata de Giuseppe Verdi. După ce și-a încheiat angajamentul de șase luni din Laibach, Mahler s-a întors la Viena, unde a lucrat cu jumătate de normă ca maestru de cor la Carltheater.
În ianuarie 1883, Mahler a devenit dirijorul unui teatru dărăpănat din Olmütz (astăzi Olomouc). Mai târziu a scris: „Din momentul în care am trecut pragul teatrului din Olmütz, m-am simțit precum cel care așteaptă mânia lui Dumnezeu”. În ciuda relațiilor slabe cu orchestra, Mahler a prezentat cu teatrul cinci opere noi, inclusiv Carmen de Georges Bizet, și a câștigat simpatia presei, care inițial îi fusese ostilă. După o săptămână de repetiții la Teatrul Regal din Kassel, Mahler a devenit „Directorul Coral și Muzical” al instituției, în august 1883. Acest post ascundea faptul că Mahler era subordonat față de Kappelmeisterul teatrului, Wilhelm Treiber, căruia nu îi plăcea de Mahler și era pregătit să îi facă viața mizerabilă. În ciuda atmosferei neplăcute din Kassel, Mahler a înregistrat câteva succese. A dirijat o interpretare a operei sale preferate, Der Freischütz de Carl Maria von Weber și, pe 23 iunie 1884, a dirijat muzica proprie inspirată după piesa de teatru a lui Joseph Victor von Scheffel, Der Trompeter von Säkkingen („Trompetistul din Säkkingen”), prima interpretare publică profesionistă a unei lucrări de Mahler. O poveste de dragoste arzătoare, dar ulterior eșuată cu soprana Johanna Richter l-a inspirat pe Mahler să scrie o serie de poeme de dragoste, care vor deveni textul ciclului de melodii Lieder eines fahrenden Gesellen („Melodiile unui drumeț”).
În ianuarie 1884, distinsul dirijor Hans von Bülow a adus Orchestra Curții din Meiningen în Kassel și a dat două concerte. În speranța de a scăpa de postul de la teatru, Mahler a încercat să devină asistentul permanent al lui Bülow, însă fără succes. Totuși, în anul următor, eforturile sale pentru a găsi un nou post au condus la obținerea unui contract pe șase ani cu Opera din Leipzig, care să înceapă în 1886. Nedorind să mai stea în Kassel, încă un an Mahler a demisionat în iulie 1885 și a avut șansa de a obține un post temporar, ca dirijor asistent, la Neues Deutsches Theater (Noul Teatru German) din Praga.

#### Praga și Leipzig

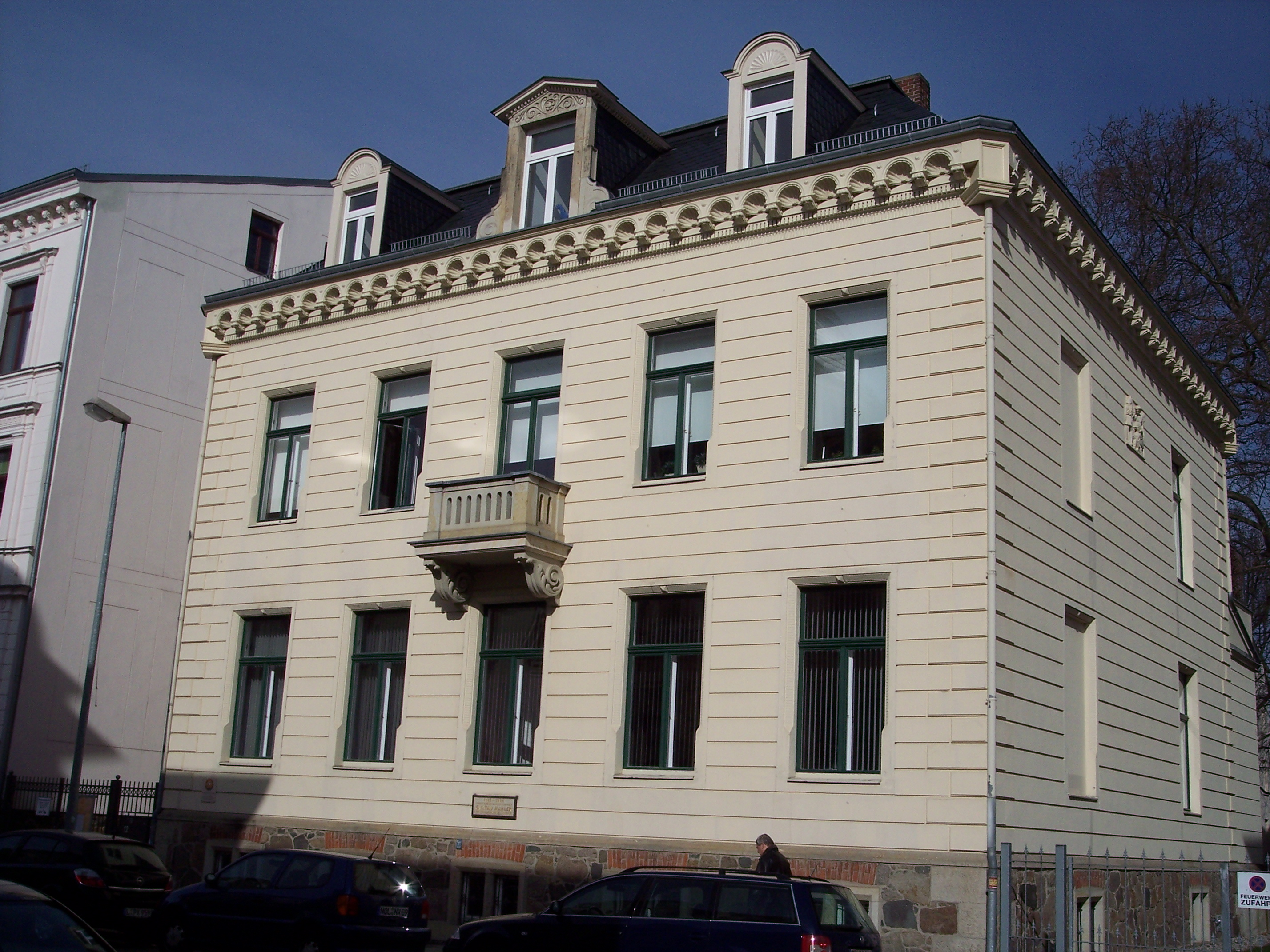
Casa lui Mahler din Leipzig în care a compus prima sa simfonie

La Praga, Mahler a avut de la început succes, prezentând opere de Wagner și Mozart, compozitori cu care va fi asociat pentru restul carierei sale, dar stilul său dirijoral individualist și tot mai autocratic a dus la tensiuni și răcirea relațiilor cu dirijorul mult mai experimentat Ludwig Slansky. În aprilie 1886, Mahler a părăsit Praga pentru a-și prelua postul de la Neues Stadttheater din Leipzig, unde rivalitatea cu colegul mai în vârstă Arthur Nikisch a început imediat. Aceste neînțelegeri erau în primul rând legate de cum cei doi își vor împărți sarcinile de dirijori pentru noua producție a teatrului, ciclul Inelul Nibelungilor. Boala lui Nikisch din ianuarie 1887 a însemnat ca Mahler să preia conducerea întregului ciclu și a înregistrat un răsunător succes public – ceea ce nu i-a asigurat popularitatea în rândul orchestrei, care era nemulțumită de maniera sa dictatorială și programele grele de repetiții.
În Leipzig, Mahler s-a împrietenit cu Carl von Weber, nepotul compozitorului, și a fost de acord să pregătească o versiune pentru interpretare a operei neterminate a lui Carl Maria von Weber, Die drei Pintos („Cei trei Pinto”). Mahler a transcris și orchestrat schițele muzicale existente, a folosit părți din alte lucrări ale lui Weber și a adăugat câteva compoziții proprii. Premiera de la Stadttheater din ianuarie 1888 a fost o ocazie importantă, la care și Ceaikovski a fost prezent, împreună cu directorii unor instituții de operă. Lucrarea a fost bine primită, iar succesul ei a mărit notorietatea lui Mahler și i-a adus recompense financiare. Implicarea sa în familia von Weber s-a complicat prin atașamentul romantic dintre Mahler și Marion von Weber, soția lui Carl, relație care ulterior nu a avut niciun rezultat. În această perioadă Mahler, a descoperit colecția de poeme folclorice germane Des Knaben Wunderhorn („Cornul fermecat al băiatului”), care îi va domina activitatea componistică pentru următorii 12 ani.
În mai 1888, noua securitate financiară a lui Mahler i-a permis să renunțe la postul din Leipzig, după o dispută cu administratorul de scenă al teatrului. Fără post, Mahler s-a întors la Praga pentru a lucra la o relansare a operei Die drei Pintos și o producție a operei Die Barbier von Bagdad („Bărbierul din Bagdad”) de Peter Cornelius. Șederea lui Mahler a fost scurtă, fiind concediat după un acces de furie în timpul repetițiilor. Totuși, prin eforturile unui vechi prieten din Viena, muzicologul Guido Adler, numele lui Mahler a fost propus pentru un potențial post de director al Operei Regale din Budapesta. A fost intervievat, a făcut o impresie bună și i s-a oferit postul în octombrie 1888.

#### Compozitor ucenic

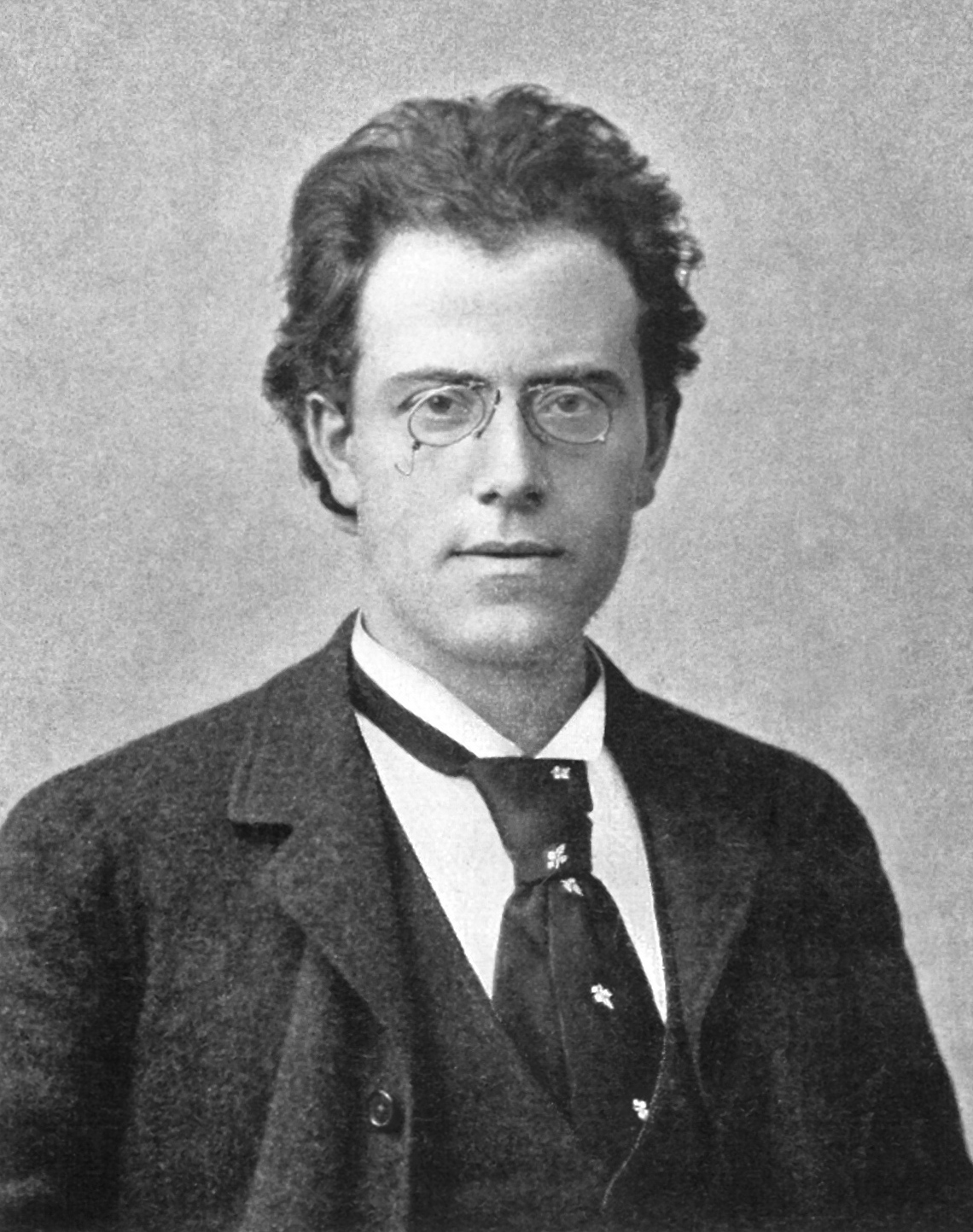
Gustav Mahler în 1892

În primii ani ai carierei de dirijor a lui Mahler, compoziția era o activitate din timpul liber. Între posturile din Laibach și Olmütz a lucrat la transpunerea pe muzică a unor versuri de Richard Leander și Tirso de Molina, mai târziu strânse în primul său volum al colecției Lieder und Gesänge („Lieduri și cântece”). Primul ciclu orchestral de melodii al lui Mahler, Lieder eines fahrenden Gesellen, compus în Kassel, este bazat pe versuri proprii, deși primul poem, Wenn mein Schatz Hochzeit macht („Când iubita mea se mărită”), urmează îndeaproape textul unui poem din Wunderhorn. A doua și a patra melodie din ciclu au fost incluse în prima simfonie, pe care Mahler a finalizat-o în 1888, la apogeul relației sale cu Marion von Weber, lucrare inițial compusă ca un poem simfonic în cinci părți, cu un conținut programatic. Una din aceste părți, Blumine, ulterior eliminată, este bazată pe un pasaj din lucrarea Der Trompeter von Säkkingen. După ce a finalizat-o, Mahler a compus Totenfeier, un marș funebru de 20 de minute, care mai târziu va deveni prima parte a Simfoniei nr. 2.
Au existat speculații frecvente cu privire la lucrările lui Mahler din tinerețe, distruse sau pierdute. Dirijorul olandez Willem Mengelberg credea ca prima simfonie este prea matură pentru o primă lucrare simfonică și trebuie să fi avut precedente. În 1938, Mengelberg a dezvăluit existența așa-numitei „Arhive din Dresda”, o serie de manuscrise aflate în posesia văduvei Marion von Weber. Arhiva a fost aproape cu siguranță distrusă în Bombardarea Dresdei în al Doilea Război Mondial din 1945. Conform istoricului lui Mahler, Donald Mitchell, „rămâne o puternică posibilitate ca manuscrise importante, cum ar fi prime simfonii sau părți din prime simfonii, să fi putut fi găsite în Dresda”.

### 1888-1897: Budapesta și Hamburg

#### Opera Regală din Budapesta

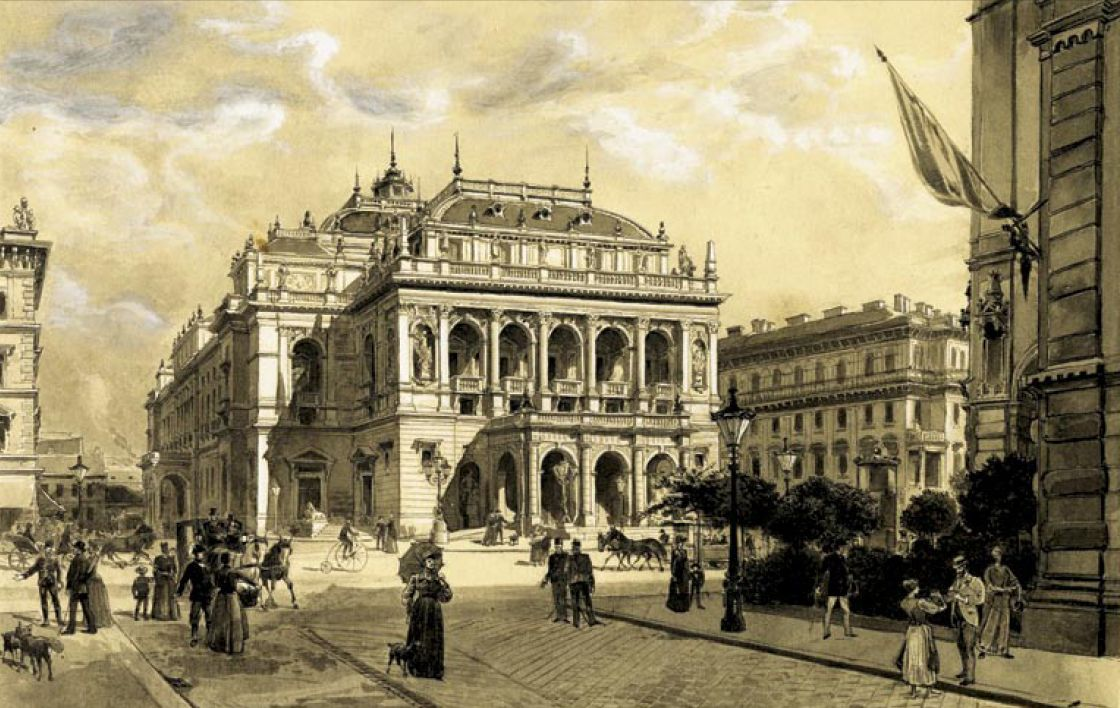
Opera Regală din Budapesta în perioada în care Mahler a fost director (1888-1891)

La sosirea în Budapesta, în octombrie 1888, Mahler a întâlnit conflictul cultural între naționaliștii maghiari conservatori, care favorizau politica de maghiarizare și progresiștii care doreau continuarea dezvoltării tradiției culturale austro-germane. Opera era dominată de un comitet conservator condus de directorul muzical Sándor Erkel, care menținea un repertoriu limitat de opere folclorice și culturale. La momentul la care Mahler a preluat postul, tabără progresistă a câștigat teren prin numirea liberalului Ferenc von Beniczky ca administrator. Conștient de această situație delicată, Mahler s-a mișcat cu grijă și și-a amânat prima apariție la pupitrul dirijoral până în ianuarie 1889, când a dirijat versiunile în limba maghiară a operelor Aurul Rinului și Walkiria de Wagner, primind aclamații din partea publicului. În căutare de opere non-germane pentru a lărgi repertoriul, Mahler a vizitat Italia, unde, printre altele, a descoperit cea mai recentă senzație a lui Pietro Mascagni, Cavalleria rusticana.
În februarie 1889 a decedat Bernhard Mahler, tatăl compozitorului, iar un an mai târziu au murit sora mai mică a lui Mahler, Leopoldine, și mama sa. Mahler însuși suferea de probleme de sănătate prin atacuri de hemoroizi, migrenă și faringită streptococică. După aceste probleme familiale și de sănătate, a urmat premiera dezamăgitoare a primei sale simfonii la Budapesta, pe 21 noiembrie 1889. Recenzia lui August Beer din ziar indică faptul că entuziasmul arătat după primele părți a degenerat în „opoziții audibile” după final. Mahler a fost dezamăgit de comentariul fostului său coleg de la Conservatorul din Viena, Viktor von Herzfeld, care a remarcat faptul că Mahler, ca mulți alți dirijori înaintea sa, a demonstrat că nu este compozitor.
Mutarea Ungariei la stânga politică în 1891 a avut efecte și asupra Operei, când Beniczky a fost înlocuit ca administrator cu Géza Zichy, un aristocrat conservator, hotărât să preia controlul artistic asupra lui Mahler. Mahler a început să poarte negocieri cu Opera de Stat din Hamburg în mai 1891 și, după ce a acceptat un contract, a demisionat din postul deținut la Budapesta. Ultimul său triumf de la Budapesta a fost interpretarea operei Don Giovanni de Mozart, care i-a adus laude din partea lui Johannes Brahms, prezent la spectacol.

#### Opera de Stat din Hamburg

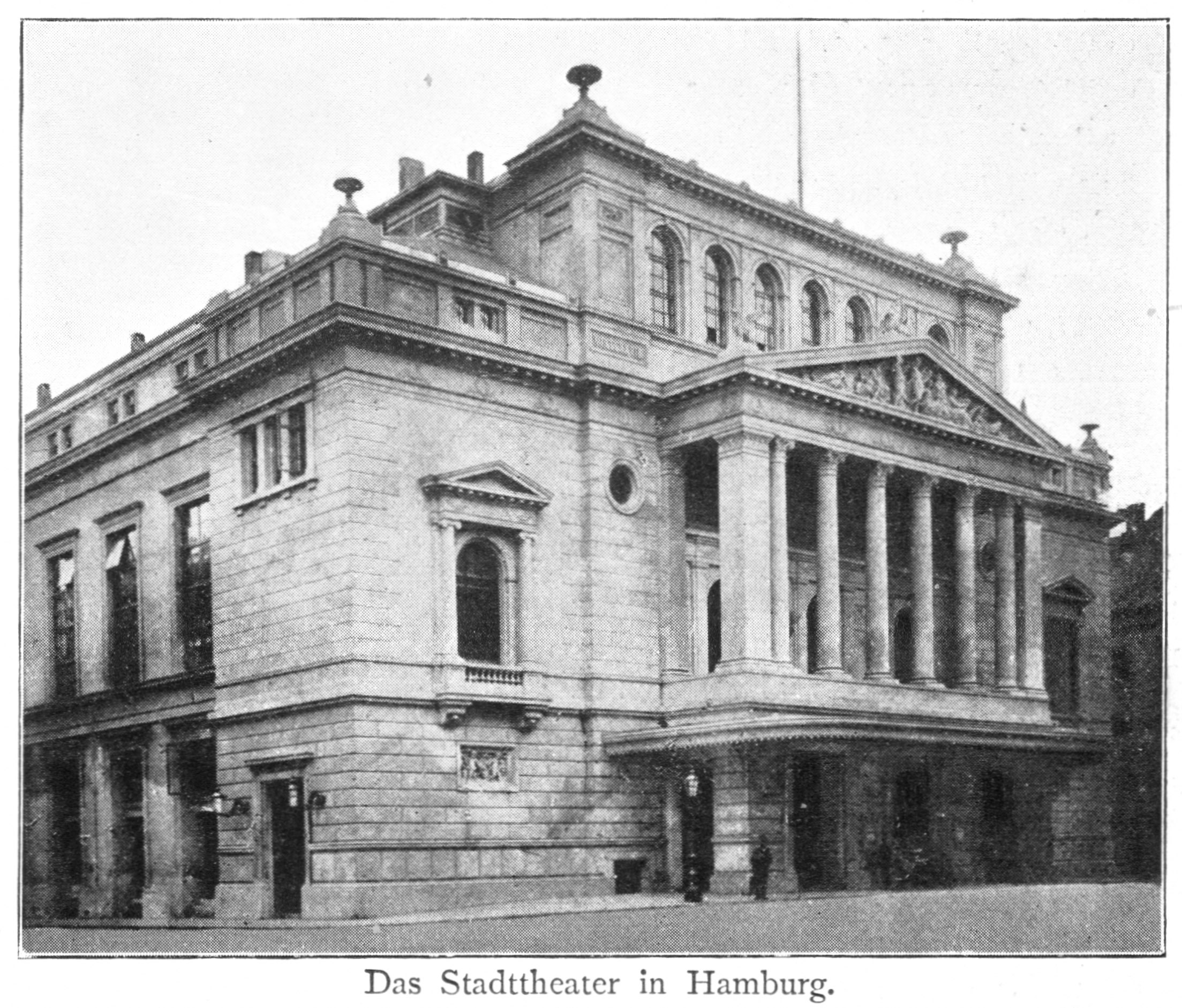
Opera de Stat din Hamburg în 1890 unde Mahler a servit ca director muzical între 1891 și 1897

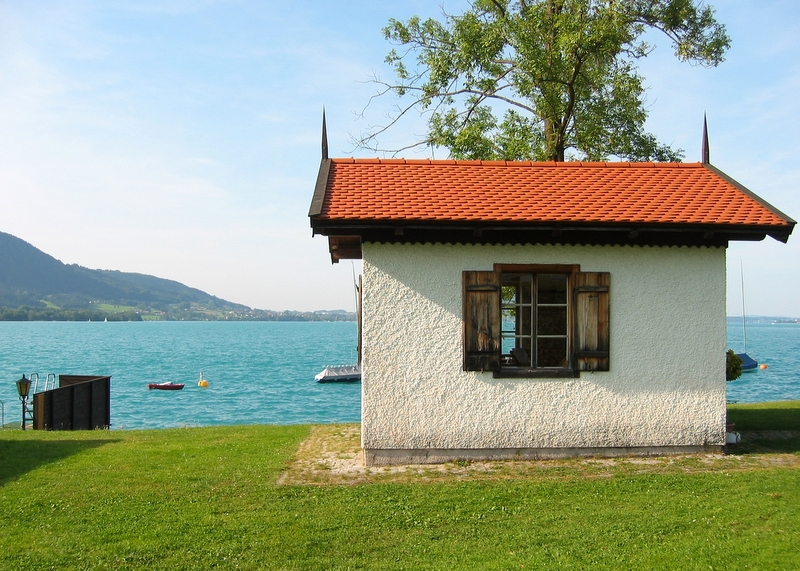
Coliba compozițională a lui Mahler din Steinbach

Postul lui Mahler din Hamburg era acela de dirijor-șef, aflat în subordinea directorului Bernhard Pohl (cunoscut sub numele de Pollini), care deținea controlul artistic. Pollini era pregătit să îi ofere lui Mahler libertate considerabilă, dacă dirijorul oferea atât succes comercial, cât și artistic. Mahler a realizat acest obiectiv în primul său sezon, când a dirijat opera Tristan și Isolda de Wagner pentru prima dată și a primit laude pentru interpretările operelor Tannhäuser și Siegfried ale aceluiași compozitor. Un alt triumf a fost premiera germană a operei lui Ceaikovski, Evgheni Oneghin, în prezența compozitorului, care a numit stilul dirijoral al lui Mahler „uluitor”. Programele foarte încărcate pentru repetiții ale lui Mahler au dus la răcirea relațiilor cu orchestra și cu soliștii în care, conform lui Peter Franklin, dirijorul „inspira ură și respect aproape în egală măsură”. Totuși, a reușit să găsească sprijin din partea lui Hans von Bülow care se afla în Hamburg în calitate de director al concertelor. Bülow, care l-a respins cu dispreț pe Mahler în Kassel, a ajuns să admire stilul dirijoral al lui Mahler și, la moartea lui Bülow în 1894, Mahler a preluat conducerea concertelor.
În vara anului 1892, Mahler a luat cântăreții de la Hamburg la Londra pentru a participa la un sezon de șase săptămâni de operă germană – singura sa vizită în Marea Britanie.  Mahler va refuza ulterior asemenea invitații, deoarece era nerăbdător să rezerve verile pentru compoziție. În 1893, a achiziționat un refugiu în Steinbach, pe malul lacului Attersee, în partea de nord-vest a Austriei și a stabilit un model ce va fi aplicat pentru tot restul vieții sale; astfel, verile vor fi dedicate compoziției la Steinbach sau la refugiile sale ulterioare. Acum, aflat puternic sub influența colecției de poeme folclorice Wunderhorn, Mahler a compus la Steinbach Simfoniile nr. 2 și nr. 3.
Interpretările lucrărilor lui Mahler erau încă destul de rare. Pe 27 octombrie 1893, la sala de concerte Ludwig Konzerthaus din Hamburg, Mahler a dirijat o versiune revizuită a primei sale Simfonii. Încă în forma originară de cinci părți, a fost prezentată ca un Tondichtung (poem simfonic) și sub numele descriptiv de „Titanul”. Mahler a obținut primul său succes în calitate de compozitor, când a doua Simfonie a fost bine primită după premiera de la Berlin, pe 13 decembrie 1895, sub bagheta compozitorului. În același an, viața privată a lui Mahler a fost deranjată de sinuciderea fratelui său mai mic, Otto.
La Opera din Hamburg, Mahler a introdus numeroase opere noi: Falstaff de Verdi, Hänsel și Gretel de Engelbert Humperdinck și lucrări de Smetana. Totuși, a fost forțat să demisioneze din funcția deținută pentru rezultate financiare slabe și o interpretare prost primită a unei versiuni modificate a Simfoniei nr. 9 de Beethoven. Mahler a spus clar că obiectivul său suprem este postul de la Viena și începând cu anul 1895, a făcut aranjamente împreună cu anumiți prieteni influenți, pentru a primi postul de director al Operei de Stat din Viena. A depășit bariera ce exista în fața numirii unui evreu în acest post, convertindu-se la romano-catolicism în februarie 1897. În ciuda acestui eveniment, convertirea lui Mahler nu a fost sinceră și a fost descris ca fiind un agnostic toată viața. Două luni mai târziu, Mahler a primit postul la Opera din Viena, inițial de dirijor cu titlul Kapellmeister.

### 1897-1907: Viena

#### Directorul Operei de Stat

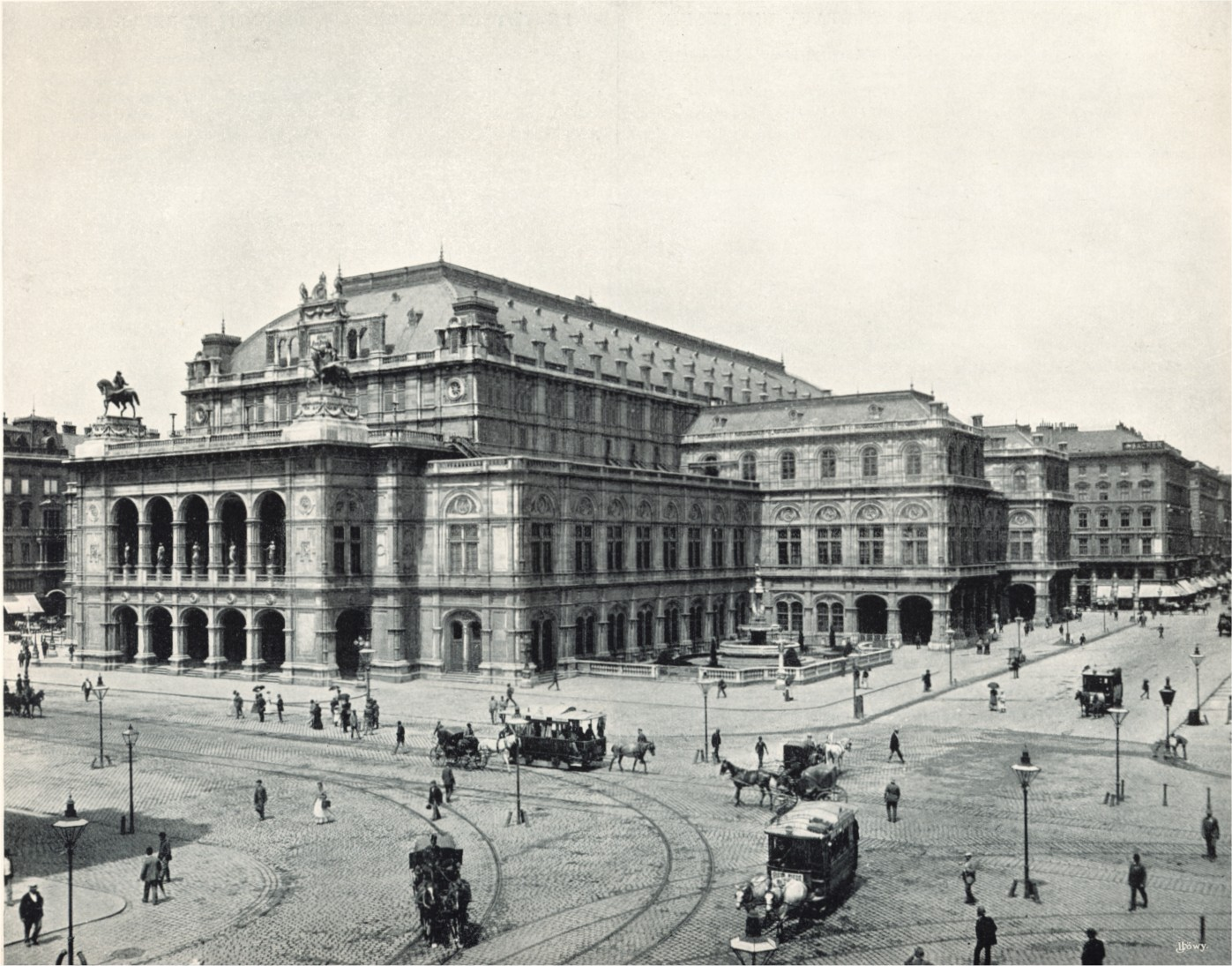
Opera de Stat din Viena în perioada directoratului lui Mahler

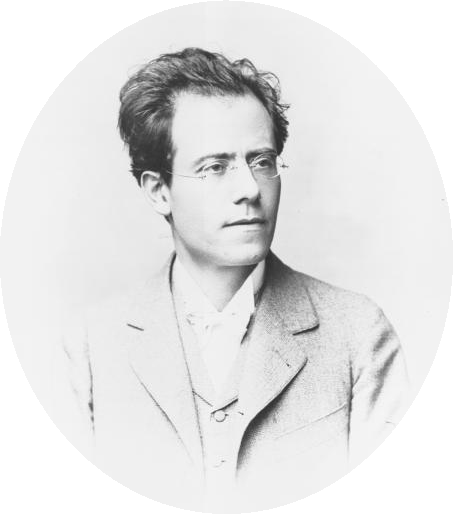
Gustav Mahler în 1898, la un an după ce a obținut postul de director al Operei din Viena

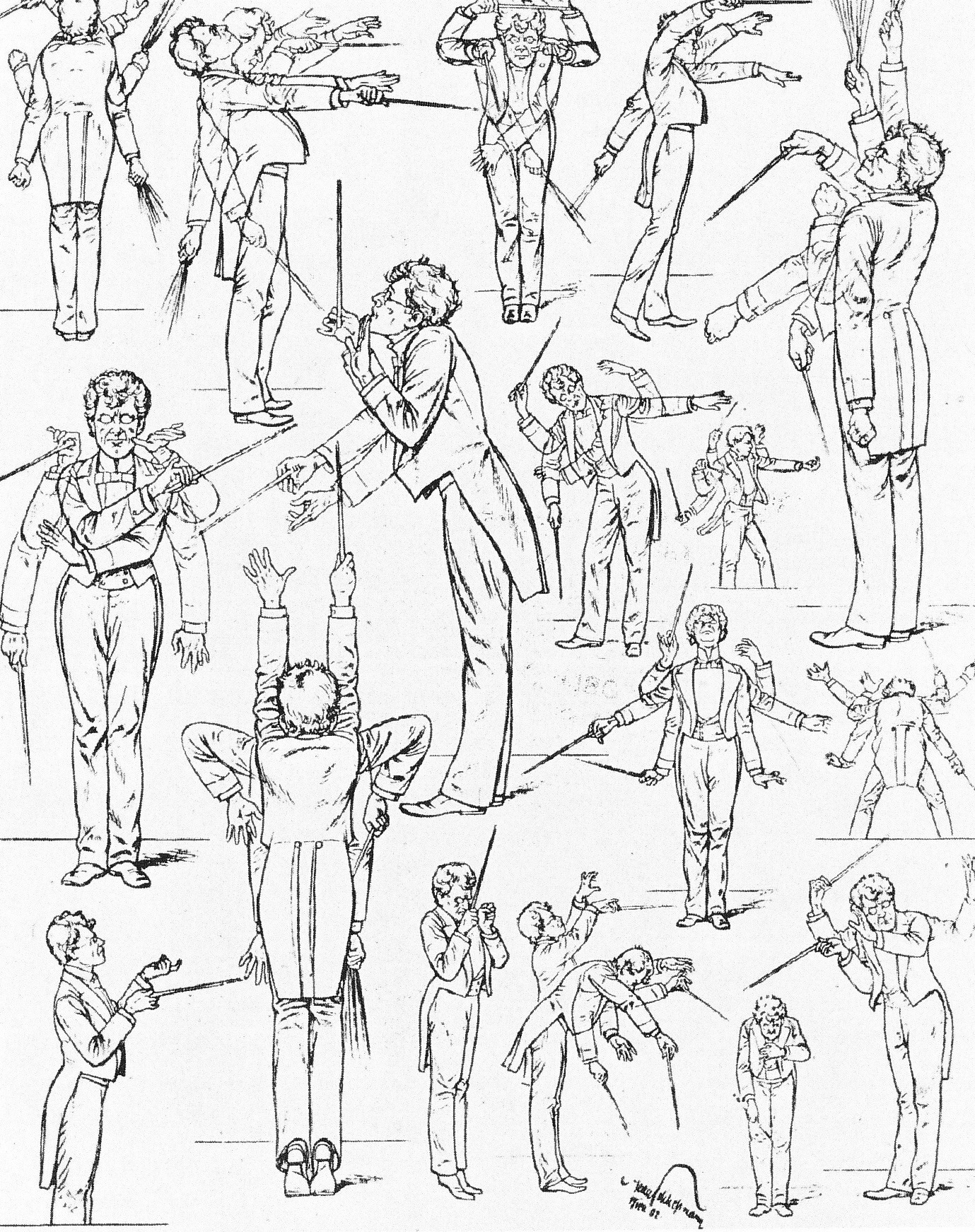
Caricatură din 1901 a stilului dirijoral al lui Mahler, publicată în revista Fliegende Blätter

În timp ce aștepta confirmarea împăratului pentru directorat, Mahler a servit ca dirijor rezident împreună cu Joseph Hellmesberger Jr. (fiul fostului director al Conservatorului) și Hans Richter, un dirijor de renume mondial al operelor lui Wagner și dirijorului ciclului originar Inelul Nibelungilor la Bayreuth în 1876. Directorul Wilhelm Jahn nu l-a consultat pe Richter în legătura cu numirea lui Mahler; Mahler, conștient de această situație, i-a scris o scrisoare lui Richter, în care își manifesta admirația pentru el. Cei doi rareori cădeau la înțelegere și țineau private neînțelegerile dintre ei.
Viena, capitala Imperiului Habsburgic, a ales recent un primar conservator și antisemit, Karl Lueger, care a proclamat „Eu singur decid cine este evreu și cine nu”. Într-o asemenea politică nestatornică, Mahler avea nevoie de o demonstrație a calificărilor sale germane. A realizat prima dată acest lucru în mai 1897, când a dirijat o interpretare mult lăudată a operei lui Wagner Lohengrin și Flautul fermecat de Mozart. La puțin timp după triumful cu Flautul fermecat, Mahler a fost nevoit să lipsească câteva săptămâni din cauză de boală. La începutul lunii august, s-a întors la Viena pentru a pregăti prima interpretare integrală a ciclului Inelul Nibelungilor din Viena. Aceste interpretări au avut loc între 24 și 27 august, atrăgând un important succes de public și de critică.
Pe 8 octombrie, Mahler a fost numit oficial succesorul lui Jahn ca director al Operei. Prima producție în calitate de director a fost opera cehă națională Dalibor a lui Smetana, cu un final modificat, ce îl ținea pe eroul Dalibor în viață. Producția a cauzat furie în rândul naționaliștilor vienezi-germani, care l-au acuzat pe Mahler că „fraternizează cu națiunea cehă inferioară și anti-dinastică”. În perioada directoratului lui Mahler, au fost prezentate 33 de opere noi. Totuși, o propunere de punere pe scenă a controversatei opere Salomeea de Richard Strauss a fost respinsă de cenzura vieneză.

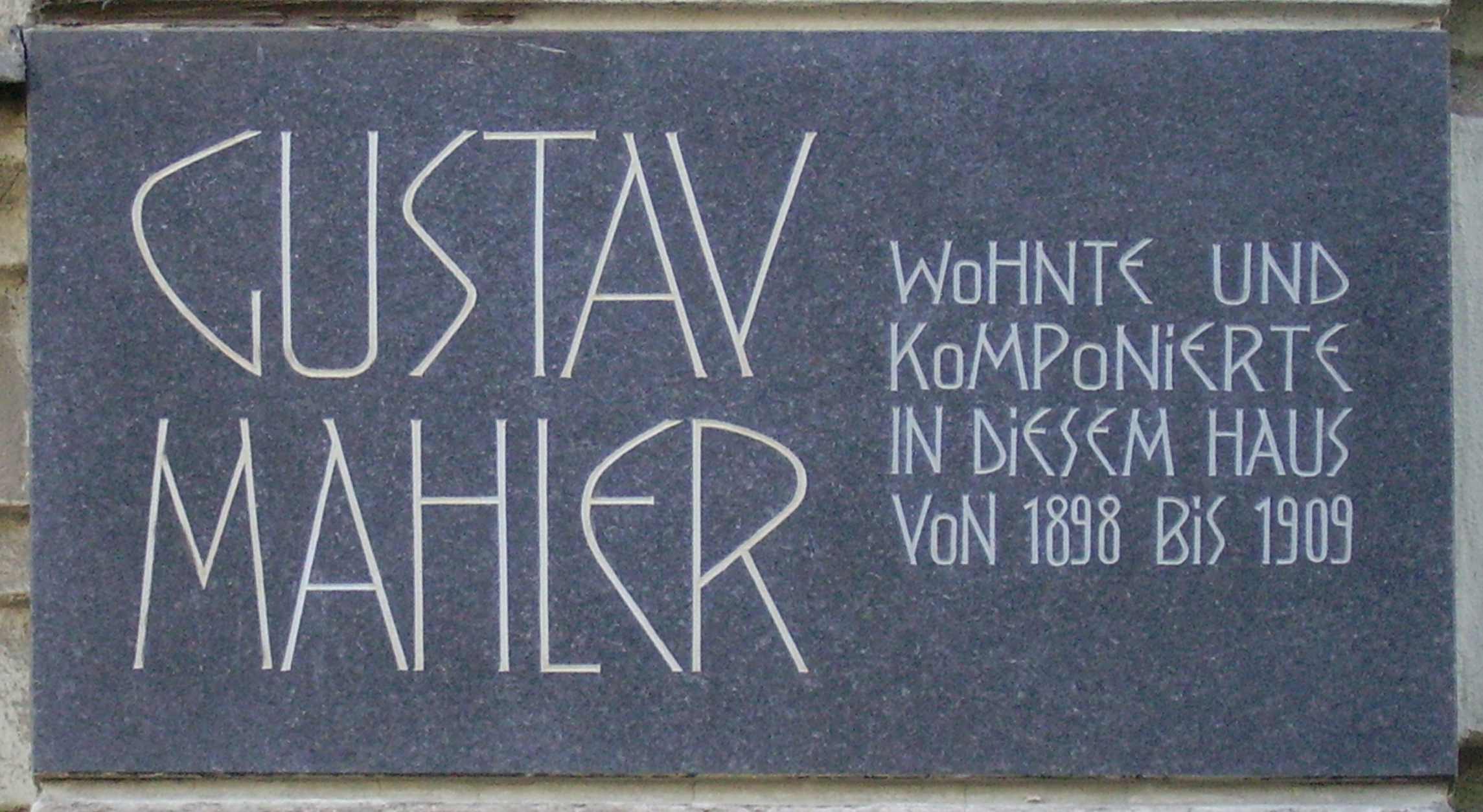
Placă pe apartamentul lui Mahler din Viena. Gustav Mahler a trăit și compus în această casă din 1898 până în 1909

La începutul anului 1902, Mahler la cunoscut pe Alfred Roller, un artist și designer asociat cu mișcarea Secesiunii vieneze. Un an mai târziu, Mahler l-a numit designer de scenă șef al Operei, unde debutul lui Roller a fost pentru opera Tristan și Isolda. Colaborarea dintre Mahler și Roller a creat peste 20 de producții celebrate, precum Fidelio de Beethoven, Iphigénie en Aulide de Gluck și Nunta lui Figaro de Mozart. În producția Figaro ,Mahler a ofensat câțiva puriști, compunând și adăugând o scurtă scenă de recitativ la sfârșitul actului al treilea.
În ciuda numeroaselor triumfuri, anii lui Mahler din Viena erau rareori liniștiți; certurile cu soliștii și administrația au continuat pe tot parcursul directoratului său. Deși metodele lui Mahler au îmbunătățit standardele, stilul său dirijoral – actoricesc și dictatorial – era luat în nume de rău, atât de membrii orchestrei, cât și de soliști. Elementele societății antisemite din Viena, care s-au opus de la început numirii lui Mahler, au continuat să îl atace neîncetat, iar în 1907 au lansat o campanie de presă ca să-l înlăture. La începutul anului 1907, a început negocierile cu Heinrich Conried, directorul Operei Metropolitane din New York, iar în iunie a semnat un contract foarte avantajos pentru patru stagiuni, ca dirijor. La sfârșitul verii, și-a înaintat demisia din funcția de director al Operei din Viena, iar pe 15 octombrie a dirijat al 648-lea și ultimul său spectacol, Fidelio. În cei zece ani petrecuți la Viena, Mahler a fost frecvent victima atacurilor presei antisemite, care în cele din urmă au dus la luarea deciziei sale de înaintare a demisiei. În acești zece ani, Mahler a adus viață nouă operei și a șters datoriile dar a câștigat puțini prieteni – se spune că își trata muzicienii așa cum un îmblânzitor de lei își trata animalele. După ce a dirijat orchestra Operei într-un concert de adio cu Simfonia nr. 2 a sa pe 24 noiembrie, Mahler a părăsit Viena și a pornit spre New York, la începutul lunii decembrie.

#### Concertele filarmonice
Când Richter a demisionat din fruntea Filarmonicii din Viena în septembrie 1898, comitetul l-a ales în unanimitate pe Mahler ca succesor. Numirea nu a fost bine primită de toată lumea; presa antisemită se întreba dacă Mahler, ca non-german, este capabil să apere muzica germană. Numărul spectatorilor a crescut în timpul primului sezon al lui Mahler, dar membrii orchestrei erau nemulțumiți de obiceiul lui Mahler de a modifica capodopere consacrate și cererea pentru repetiții suplimentare pentru lucrări pe care le știau foarte bine. O încercare a orchestrei de a-l repune pe Richter director în 1899 a eșuat deoarece Richter nu era interesat. Poziția lui Mahler a fost slăbită în 1900, când a luat orchestra la Paris pentru a cânta la Expoziția Universală de la Paris. Audiența concertelor de la Paris a fost mică, iar concertele au înregistrat pierderi financiare. În aprilie 1901, din cauza recidivării problemelor de sănătate și a plângerilor din partea orchestrei, Mahler a renunțat la postul său din cadrul Filarmonicii. În cele trei stagiuni ale sale, Mahler a dirijat în jur de 80 de lucrări diferite, inclusiv lucrări ale unor compozitori mai puțin cunoscuți, precum Hermann Goetz, Wilhelm Kienzl și italianul Lorenzo Perosi.

#### Compozitor matur

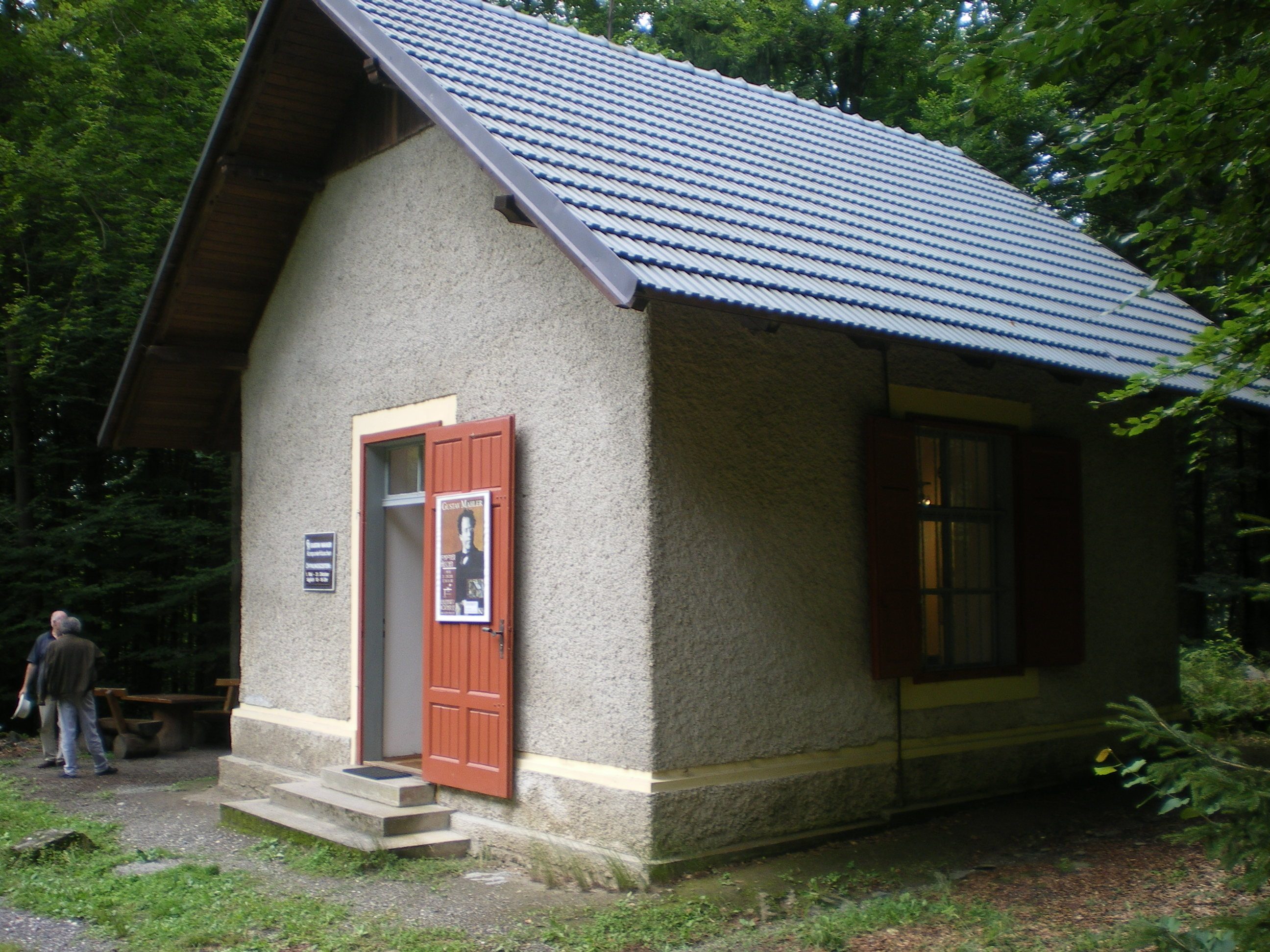
A doua colibă compozițională a lui Mahler, de la Maiernigg

Cele două poziții ale lui Mahler din Viena i-au consumat toată energia și tot timpul, dar în 1899 a revenit la compoziție. Următorii ani ai lui Mahler de la Viena au fost foarte prolifici. A început să lucreze la Simfonia nr. 4, pe care a terminat-o în 1900. În această perioadă a abandonat coliba compozițională de la Steinbach și a achiziționat alta, la Maiernigg, pe malurile lacului Wörthersee din Carintia, unde mai târziu a construit o vilă. În această nouă locație Mahler, s-a avântat în ceea ce este considerată perioada compozițională „de mijloc” sau post-Wunderhorn. Între 1901 și 1904, a compus zece montări pe muzică ale unor poeme de Friedrich Rückert, dintre care cinci au format Rückert-Lieder. Celelalte cinci au format ciclul de melodii Kindertotenlieder („Cântecele copiilor morți”). Trilogia de simfonii orchestrale (numerele 5, 6 și 7) a fost compusă la Maiernigg, între 1901 și 1905, iar Simfonia nr. 8 a fost compusă tot acolo în 1906, în opt săptămâni de activitate intensă.
În aceeași perioadă, lucrările lui Mahler au început să fie interpretate tot mai frecvent. În aprilie 1899, a dirijat premiera vieneză a Simfoniei sale nr. 2, pe 17 februarie a avut loc prima interpretare a lucrării Das klagende Lied, într-o versiune revizuită, de două părți. Mai târziu în același an, în noiembrie, Mahler a dirijat premiera Simfoniei nr. 4. În München, la festivalul Allgemeiner Deutscher Musikverein, a avut loc prima interpretare completă a Simfoniei nr. 3, pe 9 iunie 1902. În 1904 a avut loc premiera Simfoniei nr. 5 în Köln iar în 1906 a avut loc premiera Simfoniei nr. 6, la Essen. Patru dintre Rückert-Lieder și Kindertotenlieder au avut premiera la Viena, pe 29 ianuarie 1905.

#### Căsătoria, familia și tragedia

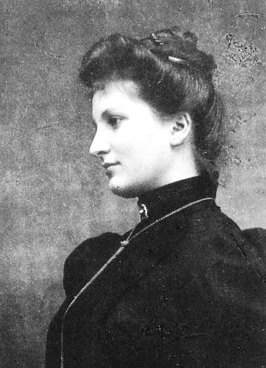
Alma Schindler, care s-a căsătorit cu Mahler în 1902 (fotografie din 1899)

În timpul cellei de a doua stagiuni ale sale de la Viena, Mahler a achiziționat un apartament modern pe Auenbruggergasse și a construit o vilă de vară pe terenul pe care l-a achiziționat, lângă noul său studio de compoziție de la Maiernigg. În noiembrie 1901, a cunoscut-o pe Alma Schindler, fiica vitregă a pictorului Carl Moll, la o întrunire socială ce l-a inclus și pe directorul de teatru Max Burckhard. Inițial, Alma nu era doritoare să-l cunoască pe Mahler din cauza „scandalurilor despre el și a fiecărei tinere ce aspira să cânte la operă”. Cei doi s-au angajat într-o neînțelegere energică despre un balet de Alexander von Zemlinsky (Alma era una din elevele lui Zemlinsky), dar ea a fost de acord ca cei doi să se întâlnească a doua zi la Operă. Această întâlnire a condus la o curtare rapidă, iar Mahler și Alma s-au căsătorit într-o ceremonie privată pe 9 martie 1902. La acel moment, Alma era însărcinată cu primul lor copil, o fiică Maria Anna, care s-a născut pe 3 noiembrie 1902. A doua fiică, Anna, s-a născut în 1904.
Prietenii cuplului au fost surprinși de căsătorie și aveau dubii cu privire la înțelepciunea sa. Burckhard îl numea pe Mahler „acel evreu rahitic și degenerat”, nedemn de o asemenea fată frumoasă, de familie bună. Pe de altă parte, familia lui Mahler o considerau pe Alma ca fiind cochetă, nedemnă de încredere și prea preocupată să vadă bărbații tineri căzând pradă farmecelor sale. Mahler era de la natură schimbător și autoritar – Natalie Bauer-Lechner, partenera sa precedentă, spunea că viața cu el era „ca și când ai fi într-o barcă ce este balansată neîncetat de valuri”. Alma a devenit iritată de faptul că, la insistența lui Mahler, nu poate exista decât un compozitor în familie și a renunțat la studiile muzicale. Totuși, căsnicia a fost marcată uneori de exprimare a pasiunii, în special din partea lui Mahler.
În vara anului 1907, Mahler, epuizat de efectele campaniei împotriva sa la Viena, și-a luat familia la Maiernigg. La puțin timp după sosirea lor, ambele fiice s-au îmbolnăvit de scarlatină și difterie. Anna s-a recuperat, dar Marie a murit pe 12 iulie, după două săptămâni de luptă. Imediat după această pierdere devastatoare, Mahler a aflat că inima sa are probleme, diagnostic confirmat ulterior de un specialist din Viena, care a prescris evitarea oricărei forme de efort fizic. Nu se știe cât de mult l-a slăbit această boală pe Mahler. Alma a scris că este practic o condamnare la moarte, deși Mahler însuși, într-o scrisoare adresată ei în 30 august 1907, spunea că este capabil să trăiască o viață normală, singura diferență fiind faptul că trebuie să evite efortul fizic excesiv. Totuși, boala a adâncit și mai mult depresia. La sfârșitul verii, vila din Maiernigg a fost închisă și nu a mai fost niciodată vizitată.

### 1908-1911: Ultimii ani

#### New York

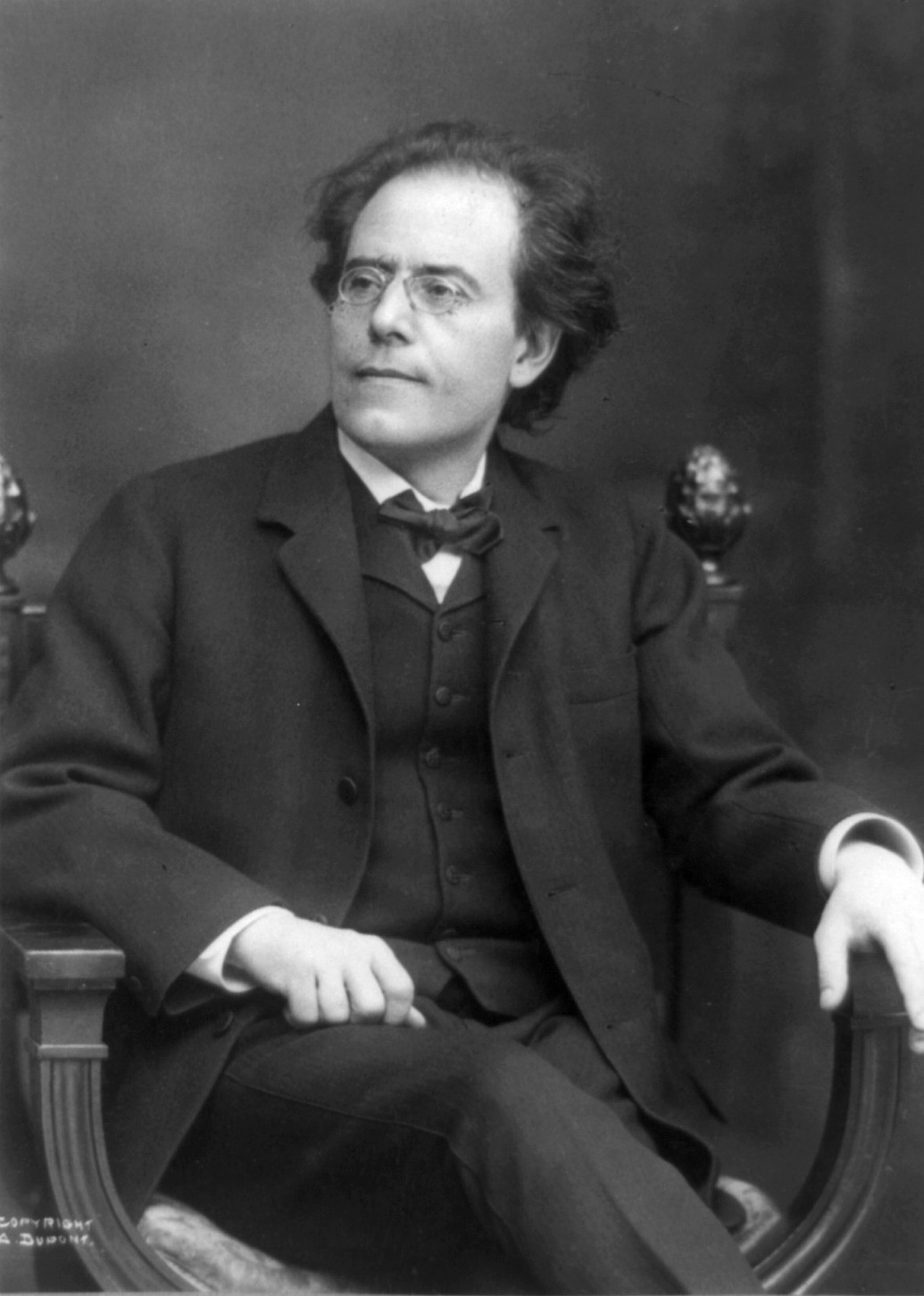
Gustav Mahler în 1909

Mahler și-a făcut debutul la Opera Metropolitană din New York pe 1 ianuarie 1908, când a dirijat opera Tristan și Isolda de Wagner într-o variantă scurtată, păstrată încă în uz la New York, deși demult eliminată la Viena. Într-un prim sezon aglomerat, spectacolele lui Mahler erau lăudate, în special opera Fidelio pe 20 martie 1908, când a insistat să se folosească replici ale decorurilor realizate de Roller la Viena. La întoarcerea în Austria, în vara anului 1908, Mahler s-a stabilit în al treilea și ultimul studio de compoziție, în pădurile de pin situate în apropierea localității Toblach, districtul Tyrol. Aici, utilizând texte de Hans Bethge bazate pe poeme chineze antice, a compus Das Lied von der Erde („Cântecul Pământului”). În ciuda naturii simfonice a lucrării, Mahler a refuzat să o numeroteze, sperând să scape de „blestemul celei de-a noua simfonii”, care el credea că a afectat compozitori precum Beethoven, Schubert și Bruckner. Pe 19 septembrie 1908, a avut loc la Praga premiera Simfoniei nr. 7, care a fost numită de Alma mai degrabă un succes critic decât de public.
Pentru sezonul 1908-1909 al Operei Metropolitane, administrația l-a adus pe dirijorul italian Arturo Toscanini care să împartă activitatea dirijorală cu Mahler, care a avut doar 19 apariții în acea stagiune. Una din aceste apariții a fost lăudata interpretare a operei Mireasa vândută de Smetana, pe 19 februarie 1909. În prima parte a sezonului, Mahler a dirijat trei concerte împreună cu Orchestra Simfonică din New York. Această experiență dirijorală l-a determinat pe Mahler să demisioneze din funcția deținută la Operă și să accepte postul de dirijor al noii re-formate Filarmonici din New York. A continuat să susțină apariții ocazionale la Operă în calitate de invitat, ultima sa apariție fiind pentru opera Dama de pică de Ceaikovski, pe 5 martie 1910.
Înapoi în Europa pentru vara anului 1909, Mahler a lucrat la Simfonia nr. 9 și a efectuat un turneu ca dirijor în Olanda. Sezonul 1909-1910 al Filarmonicii din New York a fost lung și aglomerat; Mahler a dirijat 46 de concerte, dar programele sale erau adesea prea solicitante pentru gusturile publicului. Propria Simfonie nr. 1, care a avut premiera americană la 16 decembrie 1909, a fost una din lucrările care nu au avut priză la public, iar sezonul s-a încheiat cu mari pierderi financiare. Cel mai important moment al verii anului 1910 pentru Mahler a fost premiera de la München a Simfoniei nr. 8, ultima lucrare a sa care a avut premiera în timpul vieții sale. Evenimentul a fost un triumf – „clar, cel mai mare succes al vieții pentru Mahler”, conform biografului Robert Carr –, dar a fost umbrit de descoperirea compozitorului, înaintea evenimentului, că Alma a început o relație cu tânărul arhitect Walter Gropius. Puternic afectat, Mahler a căutat sfaturi din partea lui Sigmund Freud și se părea că s-a liniștit după întâlnirea cu psihanalistul. Alma a fost de acord să rămână cu Mahler, dar și-a continuat episodic relația cu Gropius. Ca un gest de iubire, Mahler i-a dedicat ei Simfonia nr. 8.

#### Boala și moartea

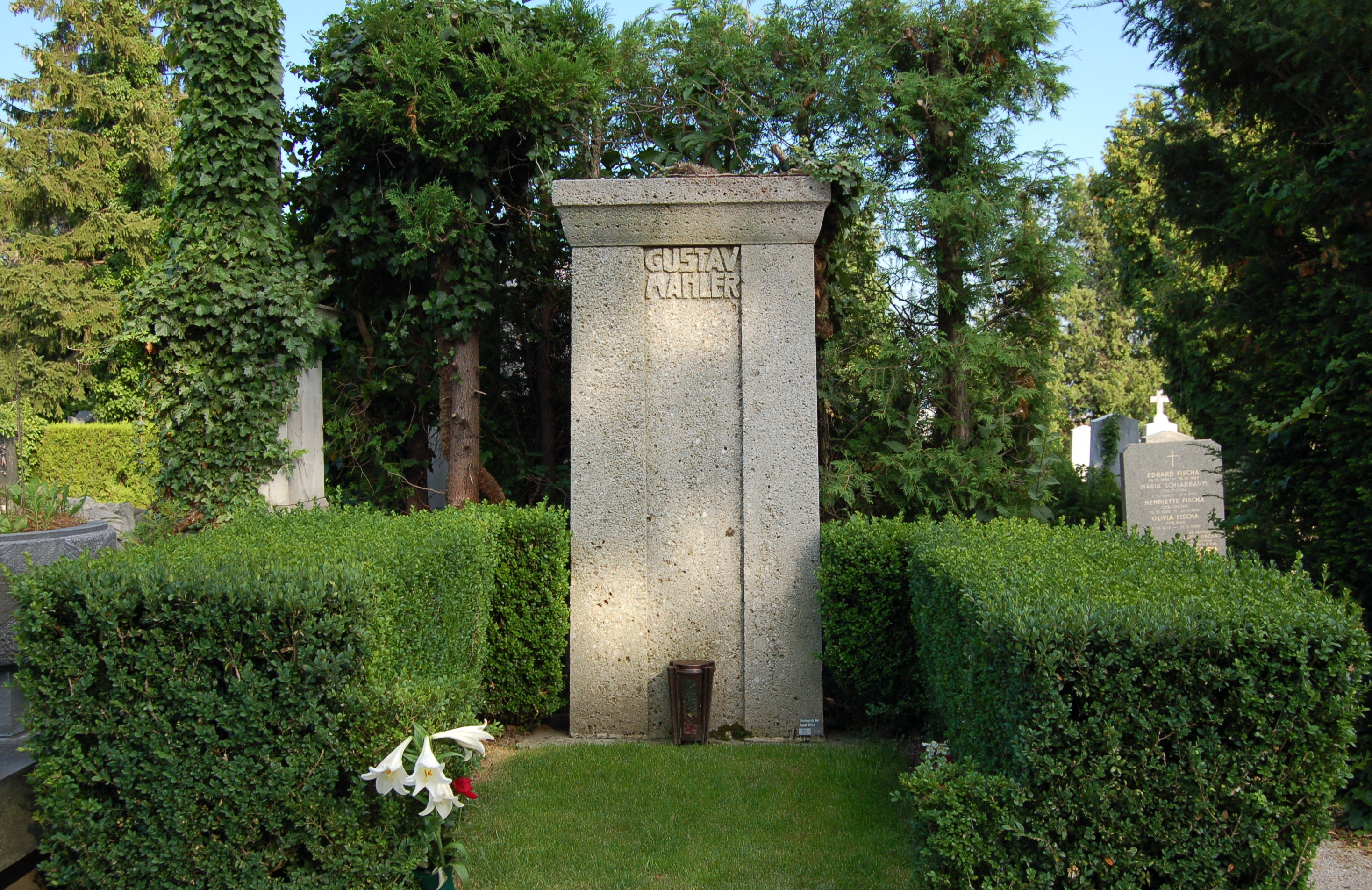
Mormântul lui Mahler din cimitirul Grinzing, Viena

În ciuda problemelor pe plan emoțional, în vara anului 1910 Mahler a lucrat la Simfonia nr. 10, terminând mișcarea Adagio și schițând încă patru părți. El și Anna s-au întors la New York în noiembrie 1910, unde Mahler a intrat într-un sezon aglomerat de concerte și turnee împreună cu Filarmonica. În preajma Crăciunului anului 1910, a început să sufere de dureri de gât care au persistat. Pe 21 februarie 1911, cu o febră de 40 oC, Mahler a insistat să îndeplinească un angajament la Carnegie Hall, cu un program ce a cuprins Uvertura Oberon a lui Weber, „Preludiile” de Liszt, Concertul pentru vioară al lui Mendelssohn (cu Frederic Fradkin solist) și Simfonia nr. 7 a lui Beethoven. Acesta avea să fie ultimul său concert. După săptămâni petrecute la pat, a fost diagnosticat cu endocardită bacteriană, o boală la care sunt predispuși cei care suferă de valve cardiace defectuoase și la care rata de supraviețuire în zilele dinaintea antibioticelor era aproape zero. Totuși, Mahler nu a abandonat speranța și se gândea să își reia sezonul de dirijor. Pe 8 aprilie, familia Mahler a părăsit New Yorkul la bordul navei SS Amerika, cu destinația Europa. Au ajuns la Paris zece zile mai târziu, unde Mahler a fost internat la o clinică din Neuilly-sur-Seine, dar starea sa nu s-a îmbunătățit. Pe 10 mai a fost transportat cu trenul la sanatoriul Lŏw din Viena, unde a decedat pe 18 mai la vârsta de 50 de ani.
Mahler a fost înmormântat la cimitirul Grinzing după cum i-a fost dorința. Alma, la ordinele medicilor, a fost absentă, dar printre cei care au participat la funeralii s-au numărat Arnold Schoenberg (pe a cărui coroană l-a descris pe Mahler drept „Sfântul Gustav Mahler”), Bruno Walter, Alfred Roller, pictorul secesionist Gustav Klimt și reprezentații multor instituții de operă europene. Ziarul The New York Times, în articolul despre moartea lui Mahler, l-a numit „una dintre cele mai importante personalități muzicale ale vremii sale”, dar a discutat simfoniile sale din perspectiva duratei lor, exagerând durata Simfoniei nr. 2 la „două ore și patruzeci de minute”. În Londra, The Times a spus că stilul său dirijoral era „mai desăvârșit decât al oricărei alte persoane, cu excepția lui Richter” și că simfoniile sale erau „neîndoielnic interesante în combinarea bogăției orchestrale moderne cu o simplitate melodică,  adesea apropiată de banalitate” – deși era prea devreme pentru a fi apreciate la adevărata lor valoare.
Alma Mahler a trăit încă 50 de ani, decedând în 1964. S-a căsătorit cu Walter Gropius în 1915, a divorțat de el cinci ani mai târziu și s-a căsătorit cu scriitorul Franz Werfel în 1929. În 1940 a publicat memoriile anilor ei petrecuți cu Mahler întitulate Gustav Mahler: Amintiri și scrisori. Această carte a fost criticată de biografii lui Mahler ca fiind incompletă, selectivă și pentru că oferă o imagine distorsionată a vieții lui Mahler. Fiica compozitorului, Anna Mahler, a devenit o sculptoriță celebră; a murit în 1988. Societatea Internațională Gustav Mahler a fost înființată în 1955 la Viena, cu Bruno Walter în calitate de primul președinte și Alma Mahler ca membru de onoare. Societatea urmărește să creeze o ediție critică completă a lucrărilor lui Mahler și să comemoreze toate aspectele vieții compozitorului.

## Muzica

### Trei perioade creatoare

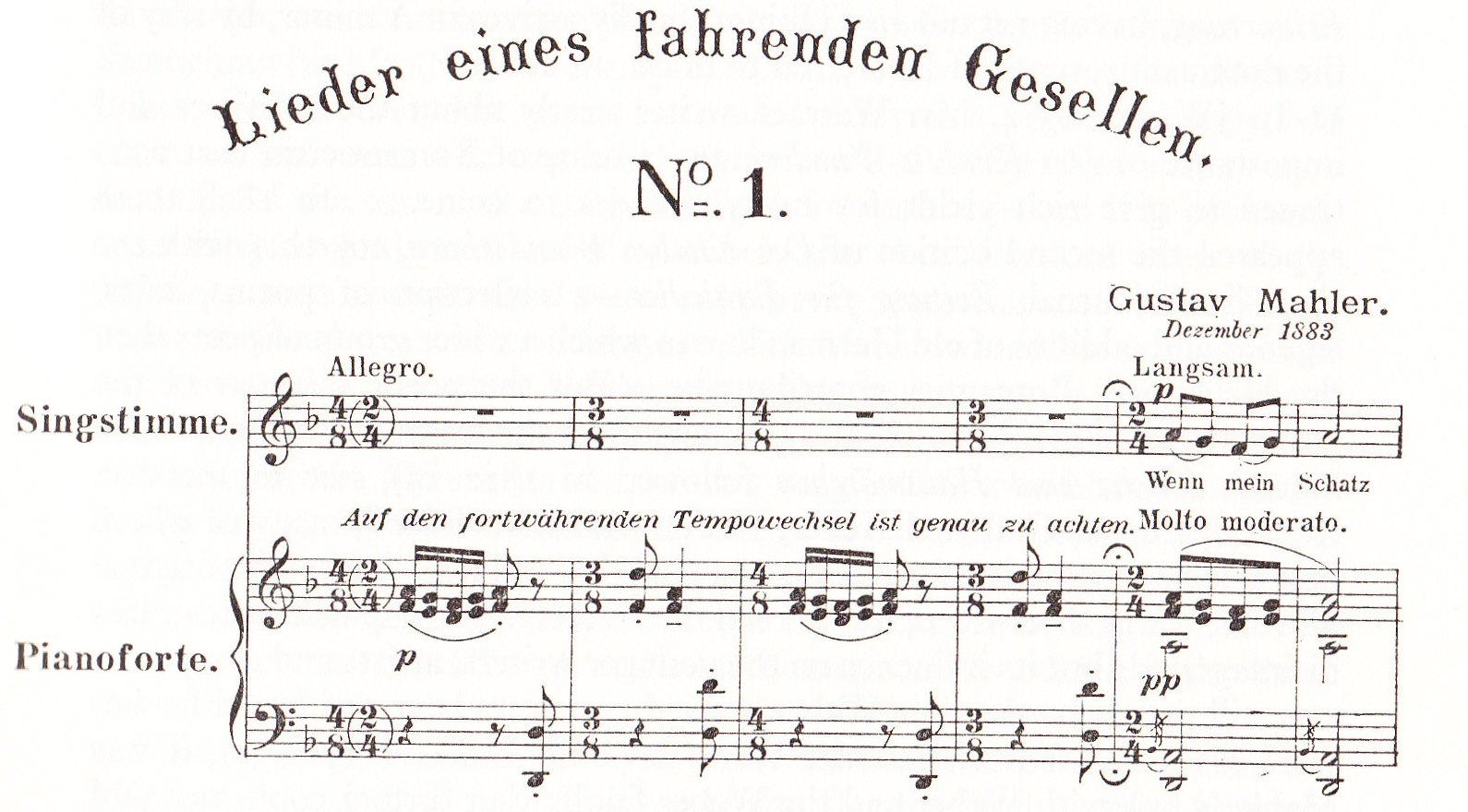
Începutul partiturii piesei Lieder eines fahrenden Gesellen, publicată în 1897 într-o variantă pentru voce și pian

Deryck Cooke și alți critici au împărțit activitatea de compozitor a lui Mahler în trei perioade distincte: o „primă perioadă” lungă, începând cu Das klagende Lied în 1880 și terminându-se cu faza Wunderhorn în 1901; o „perioadă de mijloc” cu mai multe compoziții, care se termină odată cu plecarea lui Gustav Mahler la New York în 1907; și o perioadă târzie scurtă a lucrărilor elegiace, până la moartea sa, în anul 1911.
Cele mai importante compoziții din prima perioadă sunt primele patru Simfonii, ciclul de cântece Lieder eines fahrenden Gesellen și mai multe colecții de cântece, între care predomină cele din Wunderhorn. În această perioadă, piesele și simfoniile sunt strâns legate, ultimele fiind programatice.
Perioada de mijloc cuprinde un triptic de simfonii pur instrumentale (a Cincea, a Șasea și a Șaptea), cântecele Rückert și Kindertotenlieder, două cântece din Wunderhorn și a Opta simfonie, cu coruri. Mahler abandonase până atunci toate programele și titlurile descriptive, vrând ca muzica să vorbească de la sine.
Lucrările din ultima parte a vieții—Das Lied von der Erde, a Noua și (incompleta) a Zecea simfonie, sunt inspirate din experiențele personale, Mahler fiind conștient că va muri. Fiecare piesă se încheia liniștit, ceea ce însemna că aspirația a lăsat locul resemnării. Cooke consideră aceste lucruri a fi „o cale dulce (mai degrabă decât amară) de a-și lua rămas bun de la viață; compozitorul Alban Berg a numit cea de-a noua simfonie „cea mai frumoasă lucrare pe care a compus-o vreodată Mahler.” Niciuna dintre aceste lucrări nu au fost interpretate în timpul vieții lui Mahler.

### Antecedente și influențe
Mahler a fost un „romantic târziu”, parte a unui ideal care plasa muzica clasică austro-germană pe un plan superior celorlalte tipuri de muzică, prin însemnătatea spirituală și filosofică. El a fost unul din ultimii compozitori importanți dintr-o listă care îi cuprinde, printre alții, pe Beethoven, Schubert, Liszt, Wagner, Bruckner și Brahms. De la aceștia, Mahler a împrumutat multe dintre caracteristicile specifice muzicii lor. De exemplu, din Simfonia a IX-a lui Beethoven a venit idea de a folosi soliști și un cor în cadrul muzicii simfonice. De la Beethoven, Liszt și (dintr-o tradiție muzicală diferită) Berlioz a venit conceptul de a compune muzică care să spună o poveste sau sau să conțină un „program”, rupându-se de formatul clasic al simfoniei în patru acte. Exemplele date de Wagner și Bruckner l-au încurajat pe Mahler să-și extindă lucrările simfonice mult peste standardele acceptate anterior, pentru a cuprinde o gamă largă de trăiri și sentimente.
Criticii timpurii susțineau că adoptarea de către Mahler a mai multor stiluri pentru a se potrivi mai multor sentimente se datora lipsei unui stil propriu; pe de altă parte, Cooke considera că Mahler „și-a însușit tot ceea ce a împrumutat, impunându-și [propria] personalitate pe aproape toate notele” pentru a produce o muzică „de o originalitate remarcabilă.” Criticul muzical Harold Schoenberg vede esența muzicii lui Mahler tema chinului, ca în cea a lui Beethoven. Totuși, conform lui Schonberg, chinurile lui Beethoven erau cele ale unui „erou îndărătnic și triumfător”, în timp ce la Mahler, acestea erau „ale unui degenerat psihic, un adolescent care se plânge... se bucură de propria suferință, dorind ca întreaga lume să vadă cum suferă el.” Cu toate acestea, Schoenberg admite că multe dintre simfonii cuprind părți în care Mahler, „gânditorul profund”, este depășit de splendoarea muzicianului Mahler.

### Gen
Cu excepția lucrărilor din tinerețe, dintre care doar câteva s-au păstrat, Mahler a compus doar cântece și simfonii, cu o interrelaționare strânsă între ele. Donald Mitchell admite că interacțiunea dintre acestea poate fi considerată baza tuturor lucrărilor muzicale ale lui Mahler. Legătura dintre cântec și simfonie se poate observa încă de la ciclul Lieder eines fahrenden Gesellen și Prima simfonie. Aceasta este din ce în ce mai evidentă în a Doua, a Treia și a Patra simfonie. Temele din cântecul Das himmlische Leben din Wunderhorn, compus în 1892, au devenit elemente-cheie în a Treia simfonie, terminată în anul 1896; cântecul însuși dă finalul celei de-a Patra simfonii (1900), iar melodia este centrul întregii compoziții. Pentru a doua Simfonie, compusă între anii 1888 și 1894, Mahler a lucrat simultan la piesa Wunderhorn, Des Antonius von Padua Fischpredigt, și la Scherzo, pe baza căruia se va scrie a treia parte a Simfoniei.
În perioadele de mijloc și cea târzie, relația dintre cântec și simfonie este mai puțin pregnantă. Totuși, muzicologul Donald Mitchell nota relațiile specifice dintre cântecele din perioada de mijloc și simfoniile contemporane lor: al doilea cântec Kindertotenlieder și Adagietto din Simfonia a Cincea, ultimul cântec Kindertotenlieder și finalul Simfoniei a Șasea. Ultima lucrare a lui Mahler cuprindea atât interpreți vocali, cât și orchestră - Das Lied von der Erde —, pe care Mitchell o cataloghează drept „cântec și simfonie”.

### Stil
Uniunea melodiei și formei simfonice din muzica lui Mahler, este, în viziunea lui Cooke, una organică; „melodiile sale se metamorfozează în mișcări simfonice.” Mahler i-a transmis lui Sibelius că „Simfonia trebuie să fie precum lumea. Trebuie să cuprindă totul.” Având acest crez, Mahler s-a inspirat din mai multe surse în cântece și lucrări simfonice: trilurile păsărilor și tălăngile vacilor pentru a evoca natura și satul; fanfare, melodii de stradă și dansuri sătești pentru a evoca lumea pierdută a copilăriei sale. Încercările vieții sunt reprezentate în stări contrastante: dorința pentru împlinire prin creșterea în intensitate și armonie cromatică, suferința și deznădejdea prin disonanțe, distorsiune și grotesc. În mijlocul acestora tronează marca specifică a lui Mahler - intruziunea constantă a banalității și absurdității în momente de seriozitate profundă, simbolizată în partea a doua a celei de-a cincea Simfonii, când o arie trivială populară se termină abrupt într-un marș funerar solemn. Aria banală își schimbă caracterul, trecând la un cor brucknerian pe care Mahler îl folosește pentru a da semnificație speranței de soluționare a conflictelor. Mahler însuși recunoștea eclectismul lucrărilor sale, numind Scherzoul din a Treia Simfonie „cea mai ridicolă și în același timp, cea mai tragică compoziție care a existat vreodată ... Este ca și cum toată natura s-ar strâmba și și-ar scoate limba.”
După cum menționa Cooke, gama stărilor muzicale ale lui Mahler vine din „orchestrația extraordinară care vorbește de la sine”. Franklin enumeră mai multe trăsături specifice de bază ale stilului lui Mahler: extremele între încet și tare, utilizarea ansamblurilor, aranjamentul neconvențional al forțelor orchestrale și influențele din muzica și dansul popular cum ar fi ländlerul și valsul. Muzicologul Vladimír Karbusický susține că rădăcinile evreiești au un efect de durată asupra creațiilor sale, dând ca exemplu mișcarea a treia din Prima Simfonie, ca cea mai reprezentativă pentru muzica „Yiddish” în lucrările lui Mahler. Compozitorul și jurnalistul ceh Max Brod a identificat de asemenea ritmuri și melodii evreiești în muzica lui Mahler. Folosea des „tonalitatea progresivă”, la fel ca danezul Carl Nielsen, pentru prima dată în compozițiile sale timpurii, cum ar fi Erinnerung și apoi, în mod liber în Simfoniile sale. De exemplu, tonalitatea predominantă a Simfoniei I este re major, care trece la începutul mișcării finale, partea „conflictuală”, la fa minor, și numai după o lungă „bătălie” revine la re major, aproape de final. A doua Simfonie începe în do minor și se termină în Mi bemol. Părțile Simfoniei a V-a trec din do diez minor în la minor, apoi în re major, fa major și, în fine, în re major. Simfonia a VI-a, în mod neobișnuit pentru Mahler, începe și se termină în aceeași tonalitate, la minor, semnificând faptul că, în acest caz, conflictul a rămas deschis.

### Recepție

#### Primele critici, 1889–1911
Prietenul lui Mahler, muzicologul Guido Adler, a evidențiat faptul că la data morții compozitorului, în 1911, Simfoniile sale au fost interpretate de peste 260 de ori în Europa, Rusia și America, cu cea de a Patra simfonie, 61 de reprezentații, fiind cea mai frecventă. În timpul vieții, lucrările lui Mahler și reprezentațiile acestora atrăgeau un mare interes, dar părerile despre acestea erau împărțite; le-a luat mulți ani criticilor și publicului să le înțeleagă. Prima simfonie (1889), unul dintre acești critici notând după reprezentația acestei simfonii din anul 1898 de la Dresden că „este cea mai plictisitoare [simfonie] pe care noua epocă a produs-o.” A Doua simfonie a fost mult mai bine primită de critici, unul dintre aceștia considerând-o „cea mai bună lucrare de felul acesta de la Mendelssohn încoace”. Asemenea aprecieri erau rare, în special după ascensiunea lui Mahler în postul de director al Operei din Viena. Principalii săi inamici din oraș foloseau presa antisemită și conservatoare pentru a denigra aproape toate reprezentațiile lucrărilor lui Mahler; de aceea a Treia simfonie, primită bine de critici după reprezentația din Krefeld în 1902, a fost tratată de critica din Viena cu dispreț: „Oricine a înfăptuit o asemenea oroare merită ani grei de închisoare.” 
După ce a Patra și a Cincea simfonie nu au reușit să primească aprecierile publicului, Mahler era convins că cea de a Șasea va reuși acest lucru. În cele din urmă, cea de-a Opta simfonie din Munchen, din 12 septembrie 1910, a fost primită bine de public, fiind denumită „Simfonia celor 1000”. La premiera americană din 1916, sub conducerea lui Leopold Stokowski, simfonia a fost interpretată de peste 1068 de muzicieni, dintre care 950 de coriști. Aplauzele și uralele au durat mai mult de o jumătate de oră.

#### O relativă neglijare, 1911–1950
Reprezentațiile lucrărilor lui Mahler s-au rărit după moartea sa. În Olanda, apropiații lui Willem Mengelberg au dat asigurări că lucrările lui Mahler au rămas populare, și că odată cu acceptarea lui Mengelberg la Filarmonica din New York între anii 1922 și 1928, acestea au putut fi ascultate și de iubitorii de muzică clasică americani. Totuși, criticile americane din anii 1920 erau negative, în ciuda eforturilor tânărului compozitor Aaron Copland de a-l prezenta pe Mahler ca un compozitor progresiv, cu 30 de ani înaintea timpurilor sale și mult mai inventiv ca Richard Strauss. Mai devreme, în 1916, Leopold Stokowski a introdus în Philadelphia, SUA, a Opta simfonie și Das Lied von der Erde. A Opta simfonie a avut mare succes, ajungând să fie reprezentată și la New York. În Marea Britanie Orchestra Hallé a interpretat Das Lied și a Noua simfonie în Manchester-ul anului 1931; Sir Henry Wood a reprezentat cea de-a opta simfonie în Londra, 1930, și din nou în 1938, când tânărul Benjamin Britten o considra a fi „execrabilă”, deși a fost impresionat de muzică. Criticii britanici din acea perioadă l-au tratat pe Mahler cu superioritate și rar cu laude. Dyneley Hussey nota în 1934, „deși cântecele pentru copii sunt încântătoare, ar trebui să se renunțe la simfonii.” Compozitorul și dirijorul Julius Harrison considera simfoniile lui Mahler ca fiind „interesante uneori, dar obositoare”, fiind lipsite de creativitate. George Bernard Shaw considera că audiența anilor '30 îi considera pe și Bruckner compozitori „de mâna a doua”.
Înainte de interzicerea muzicii lui Mahler pe timpul nazismului, fiind considerată muzică „degenerată”, simfoniile și ariile erau încă interpretate în sălile de concert din Germania și Austria, avându-i de obicei ca dirijori pe  Bruno Walter și mai tânărul asistent al lui Mahler, Otto Klemperer și Willem Mengelberg. În Austria, lucrările lui Mahler au cunoscut o scurtă perioadă de renaștere între 1934 și 1938, o perioadă cunoscută în prezent ca 'Austrofascism', în timpul regimului totalitar, în care, cu ajutorul lui Alma Mahler și Bruno Walter, ambii prieteni ai noului cancelar Kurt Schuschnigg, se încerca transformarea Mahler într-un simbol național (cu un statut comparabil cu cel al lui Wagner în Germania). Muzica lui Mahler a fost interpretată în timpul nazismului în Berlin, la începutul anului 1941, și Amsterdam, în timpul ocupației germane a Olandei, de către orchestre evreiești, dedicate numai evreilor; printre lucrările interpretate se numărau a Doua simfonie (Berlin), Prima și a Patra simfonie, și „Cântecele unui călător” (Amsterdam).

### După război
Conform lui Robert Carr, lucrările lui Mahler au devenit accesibile în toată lumea.” În anii care au urmat centenarului sărbătorit în 1960, Mahler a devenit rapid unul dintre compozitorii cei mai înregistrați și cu cele mai multe reprezentări, rămânând astfel și în prezent.

### Influențe
Printre primii discipoli ai lui Mahler s-au numărat Arnold Schoenberg, Alban Berg și Anton Webern, care împreună au fondat A doua școală vieneză. Printre alți compozitori a căror lucrări au fost influențate de Mahler, Mitchell îi menționează pe americanul Aaron Copland, compozitorul german Kurt Weill, italianul Luciano Berio, rusul Dmitri Shostakovich și englezul Benjamin Britten. De asemenea Leonard Bernstein și Samuel Barber au fost și ei influențați de lucrările lui Mahler. Într-un interviu din anul 1989 cu pianistul și dirijorul Vladimir Așkenazi, Așkenazi remarca că legătura dintre Mahler și Șostakovici era una „foarte puternică și evidentă”; muzica lor reprezenta „individul versus viciile lumii.” Mitchell concluzionează cu afirmația: „Chiar dacă ar fi fost ca muzica sa să nu supraviețuiască, Mahler s-ar fi bucurat încă de nemurire în muzică prin urmașii care i-au îmbrățișat arta și și-au asimilat tehnicile sale.”

## Principalele lucrări

### Primele lucrări
- 1878-1880: Das klagende Lied
- 1880: Trei lieduri: „Im Lenz”; „Winterlied”; „Maitanz im Grünen”
- 1880-1883: Trei cântece: Lieder und Gesänge Vol. I
- 1885-1886: Lieder eines fahrenden Gesellen (patru cântece)
- 1884: Der Trompeter von Säckingen (pierdută)

### Perioada Wunderhorn
- 1887-1888: Adaptarea Die Drei Pintos
- 1887-1890: Lieder und Gesänge Vol. II (patru cântece)
- 1887-1890: Lieder und Gesänge Vol. III (cinci cântece)
- 1888-1896: Simfonia nr. 1 în Re major
- 1888-1894: Simfonia nr. 2
- 1892: „Das himmlische Leben” (folosită mai târziu în Simfonia nr. 4)
- 1892-1901: Des Knaben Wunderhorn (12 cântece)
- 1894-1896: Simfonia nr. 3
- 1899-1901: Simfonia nr. 4

### Perioada de mijloc
- 1901-1904: Rückert-Lieder (cinci cântece)
- 1901-1904: Kindertotenlieder (cinci cântece)
- 1901-1902: Simfonia nr. 5
- 1903-1904: Simfonia nr. 6 în La minor
- 1904-1905: Simfonia nr. 7
- 1906-1907: Simfonia nr. 8 în Mi bemol major

### Perioada târzie
- 1908-1909: Das Lied von der Erde
- 1909-1910: Simfonia nr. 9
- 1910: Simfonia nr. 10 în Fa diez major (neterminată, schiță continuă)